# 高速电影摄影机
高速电影摄影机是一种以单位时间内拍摄比正常速度摄影机更多的画面来取得更丰富的瞬间表现力的电影摄影机。普通摄影机每秒钟拍摄24格画面，以相同速度播放即可得到类似于真实世界中时空运动的播放效果。而相对地，高速摄影机每秒拍摄的画面格数通常远远大于24格。如果我们假定一台高速摄影机每秒拍摄240格画面，那么当被拍摄的这一秒中的时空运动以正常的电影播放速度观看的话，就可以得到“用十秒时间去经历一秒内发生的事情”的视觉体验。这种技术常常运用于现代电影尤其是动作电影的制作中。如果用这种技术去拍一支针扎破装满水的气球，就可以看到气球瞬间破裂后气球内的水仍然在相当“长”的播放时间内在空中保持为一个美丽的球形，通常极具视觉上的震撼效果。而在电影《黑客帝国》中所使用的著名的“子弹时间”技术，也是用“照相机阵列”来完成高速摄影以表现瞬间的一种技术。